# Atletik under sommer-OL 2016 - trespring (herrer)
Mændenes trespring under sommer-OL 2016 i Rio de Janeiro blev holdt på Olympic Stadium i perioden d. 15.-16. august 2016.

## Tidsoversigt
Alle tider er i brasiliansk tid (UTC-3)
| Dato                     | Tid   | Runde         |
| ------------------------ | ----- | ------------- |
| Mandag, 15. august 2016  | 09:30 | Kvalifikation |
| Tirsdag, 16. august 2016 | 09:50 | Finaler       |

## Resultater

### Kvalifikationsrunde
Kvalifikationsregel: Kvalifikationsstandard 16.95 m (Q) eller de 12 bedste kvalificeres (q).
| Rang | Gruppe | Navn                   | Nationalitet          | #1    | #2    | #3    | Resultat | Noter |
| ---- | ------ | ---------------------- | --------------------- | ----- | ----- | ----- | -------- | ----- |
| 1    | B      | Christian Taylor       | USA                   | 17.24 |       |       | 17.24    | Q     |
| 2    | A      | Dong Bin               | Kina                  | 17.10 |       |       | 17.10    | Q     |
| 3    | A      | Will Claye             | USA                   | 16.43 | 16.76 | 17.05 | 17.05    | Q     |
| 4    | B      | Nelson Évora           | Portugal              | 16.48 | 16.72 | 16.99 | 16.99    | Q, SB |
| 5    | A      | Cao Shuo               | Kina                  | 16.97 |       |       | 16.97    | Q     |
| 6    | A      | Troy Doris             | Guyana                | 16.54 | 16.58 | 16.81 | 16.81    | q     |
| 7    | B      | Karol Hoffmann         | Polen                 | 16.79 | 16.75 | x     | 16.79    | q     |
| 8    | B      | Jhon Murillo           | Colombia              | 16.78 | 16.58 | x     | 16.78    | q     |
| 9    | A      | Benjamin Compaore      | Frankrig              | 16.34 | 16.57 | 16.72 | 16.72    | q     |
| 10   | A      | Alberto Álvarez        | Mexico                | 16.50 | 16.67 | 16.60 | 16.67    | q     |
| 11   | B      | Xu Xiaolong            | Kina                  | x     | 16.35 | 16.65 | 16.65    | q, SB |
| 12   | B      | Lazaro Martinez        | Cuba                  | 16.38 | x     | 16.61 | 16.61    | q     |
| 13   | B      | Harold Correa          | Frankrig              | 16.31 | 16.60 | 16.55 | 16.60    |       |
| 14   | A      | Ernesto Reve           | Cuba                  | 16.13 | 16.16 | 16.58 | 16.58    |       |
| 15   | A      | Max Hess               | Tyskland              | 13.88 | x     | 16.56 | 16.56    |       |
| 16   | B      | Chris Benard           | USA                   | x     | 16.44 | 16.55 | 16.55    |       |
| 17   | A      | Fabrizio Donato        | Italien               | 16.54 | x     | x     | 16.54    |       |
| 18   | A      | Leevan Sands           | Bahamas               | 16.47 | x     | 16.53 | 16.53    |       |
| 19   | B      | Dzmitry Platnitski     | Hviderusland          | x     | 16.48 | 16.52 | 16.52    |       |
| 20   | A      | Maksim Niastsiarenka   | Hviderusland          | 16.12 | 16.39 | 16.52 | 16.52    |       |
| 21   | B      | Godfrey Khotso Mokoena | Sydafrika             | 15.13 | 16.51 | 16.44 | 16.51    |       |
| 22   | A      | Fabian Florant         | Holland               | 16.51 | x     | x     | 16.51    |       |
| 23   | B      | Tosin Oke              | Nigeria               | x     | 16.45 | 16.47 | 16.47    |       |
| 24   | B      | Mamadou Cherif Dia     | Mali                  | x     | 16.45 | 16.19 | 16.45    | {SB   |
| 25   | A      | Nazim Babayev          | Aserbajdsjan          | x     | 16.38 | 15.60 | 16.38    |       |
| 26   | A      | Rumen Dimitrov         | Bulgarien             | 16.23 | x     | 16.36 | 16.36    |       |
| 27   | B      | Kim Deok-hyeon         | Sydkorea              | x     | 16.13 | 16.36 | 16.36    |       |
| 28   | B      | Jonathan Drack         | Mauritius             | x     | x     | 16.21 | 16.21    |       |
| 29   | A      | Daigo Hasegawa         | Japan                 | 16.17 | 15.93 | x     | 16.17    |       |
| 30   | B      | Renjith Maheswary      | Indien                | 15.80 | 16.13 | 15.99 | 16.13    |       |
| 31   | B      | Pablo Torrijos         | Spanien               | 15.78 | 16.11 | 15.74 | 16.11    |       |
| 32   | A      | Olu Olamigoke          | Nigeria               | 16.10 | 15.95 | 15.64 | 16.10    |       |
| 33   | A      | Clive Pullen           | Jamaica               | x     | x     | 16.08 | 16.08    |       |
| 34   | B      | Fabrice Zango Hugues   | Burkina Faso          | 15.99 | x     | x     | 15.99    |       |
| 35   | B      | Kohei Yamashita        | Japan                 | 15.71 | 15.46 | 15.66 | 15.71    |       |
| 36   | A      | Levon Aghasyan         | Armenien              | x     | 15.54 | x     | 15.54    |       |
| 37   | B      | Artsem Bandarenka      | Hviderusland          | 15.43 | x     | x     | 15.43    |       |
| 38   | B      | Vladimir Letnicov      | Moldova               | x     | 15.29 | x     | 15.29    |       |
| 39   | B      | Georgi Tsonov          | Bulgarien             | x     | x     | 15.20 | 15.20    |       |
| 40   | B      | Latario Collie-Minns   | Bahamas               | x     | x     | x     | NM       |       |
| 40   | A      | Yordanys Duranona      | Dominica              | x     | x     | x     | NM       |       |
| 40   | A      | Muhammad Halim         | Amerikanske Jomfruøer | x     | x     | x     | NM       |       |
| 40   | B      | Ruslan Kurbanov        | Usbekistan            | x     | x     | x     | NM       |       |
| 40   | A      | Marian Oprea           | Rumænien              | x     | x     | x     | NM       |       |
| 40   | B      | Şeref Osmanoğlu        | Tyrkiet               | x     | x     | x     | NM       |       |
| 40   | A      | Lasha Torgvaidze       | Georgien              | x     | x     | x     | NM       |       |
| 40   | A      | Roman Valiyev          | Kasakhstan            | x     | x     | x     | NM       |       |
| 41   | A      | Pedro Pablo Pichardo   | Cuba                  |       |       |       | DNS      |       |

### Finale
| Rang | Navn              | Nationalitet | #1    | #2    | #3    | #4              | #5              | #6              | Resultat | Noter |
| ---- | ----------------- | ------------ | ----- | ----- | ----- | --------------- | --------------- | --------------- | -------- | ----- |
| 1    | Christian Taylor  | USA          | 17.86 | 17.77 | x     | 17.77           | x               | x               | 17.86    | SB    |
| 2    | Will Claye        | USA          | 17.76 | x     | x     | 17.61           | x               | 17.55           | 17.76    | PB    |
| 3    | Dong Bin          | Kina         | 17.58 | x     | x     | –               | –               | –               | 17.58    | PB    |
| 4    | Cao Shuo          | Kina         | 16.78 | x     | 16.89 | x               | 17.13           | 15.27           | 17.13    | SB    |
| 5    | Jhon Murillo      | Colombia     | x     | 17.09 | 16.43 | 16.79           | 16.66           | x               | 17.09    | NR    |
| 6    | Nelson Évora      | Portugal     | 16.90 | 16.93 | 17.03 | x               | x               | x               | 17.03    | SB    |
| 7    | Troy Doris        | Guyana       | 16.88 | x     | 16.63 | x               | 16.90           | x               | 16.90    |       |
| 8    | Lázaro Martínez   | Cuba         | 16.68 | x     | x     | 15.89           | –               | 15.23           | 16.68    |       |
| 9    | Alberto Álvarez   | Mexico       | 16.26 | 16.56 | 16.47 | Gik ikke videre | Gik ikke videre | Gik ikke videre | 16.56    |       |
| 10   | Benjamin Compaore | Frankrig     | 15.53 | 16.54 | 16.47 | Gik ikke videre | Gik ikke videre | Gik ikke videre | 16.54    |       |
| 11   | Xu Xiaolong       | Kina         | 16.41 | x     | 16.29 | Gik ikke videre | Gik ikke videre | Gik ikke videre | 16.41    |       |
| 12   | Karol Hoffmann    | Polen        | 16.31 | x     | x     | Gik ikke videre | Gik ikke videre | Gik ikke videre | 16.31    |       |